# Clostera jocosa
Clostera jocosa är en fjärilsart som beskrevs av H.Edwards 1886. Clostera jocosa ingår i släktet Clostera och familjen tandspinnare. Inga underarter finns listade i Catalogue of Life.